# Tord Filipsson
Tord Ingemar Filipsson (* 7. Mai 1950 in Floda, Katrineholm) ist ein ehemaliger schwedischer Radsportler.

## Sportliche Laufbahn
Filipsson startete als Amateur für den Skaghalls CK. Mit einer Größe von 196 Zentimetern bei 85 Kilogramm Gewicht war er einer der auffälligsten Fahrer im Fahrerfeld. Filipsson wurde 1974 mit Sven-Ake Nilsson, Bernt Johansson und Lennart Fagerlund Weltmeister im Mannschaftszeitfahren auf der Straße. In dieser Disziplin hatte er bereits im Jahr zuvor mit dem schwedischen Team die Bronzemedaille erkämpft. Schon als Junior konnte er 1968 den ersten Titel bei einer schwedischen Meisterschaft (Einzelzeitfahren) erringen. Er galt als Spezialist für Zeitfahrwettbewerbe. Zwischen 1975 und 1977 gewann er jeweils den schwedischen Meistertitel im Einzelzeitfahren. Im Mannschaftszeitfahren war er mit seinem Club zweimal bei den Titelkämpfen erfolgreich. Mit der Mannschaft Schwedens gewann er fünfmal die Skandinavische Meisterschaft im Mannschaftszeitfahren. Im April 1975 konnte er die gesamte DDR-Elite in einem Zeitfahren besiegen.
1975 gelang ihm mit dem Gewinn der Schweden-Rundfahrt (6-Dagars) ein bedeutender Sieg in einer Rundfahrt. In der Tour de Bohemia 1975 gelang ihm ein Etappensieg im Einzelzeitfahren.
Filipsson startete 1976 (24.) und 1977 (26.) bei der Internationalen Friedensfahrt. Sein bestes Ergebnis bei einer ausländischen internationalen Etappenfahrt hatte er 1975 mit dem dritten Platz in der Großbritannien-Rundfahrt. 1974 startete das schwedische Weltmeisterquartett bei der DDR-Rundfahrt und hinterließ einen sehr starken Eindruck mit den Plätzen 2 für Nilsson, 7 für Johansson, 8 für Filipsson und 9 für Fagerlund.
An Olympischen Spielen nahm er 1972 in München teil, er startete dort im Mannschaftszeitfahren (5. Platz), ebenso wie 1976 in Montreal, wo das schwedische Quartett den 7. Platz belegte.
1978 beendete er seine aktive Laufbahn.

## Privates
Filipsson ist der Bruder von Sylvia Filipsson, die dreimal bei den Olympischen Winterspielen (1972, 1976 und 1980) im Eisschnelllauf startete.
Filipsson wurde 2017 in die „Wall of Fame“ der Hammarö Arena aufgenommen.